# HBO溫馨家庭
HBO Family（HBO溫馨家庭）在2006年3月16日和HBO HiTS同時成為HBO Asia頻道系列之一。雖然與美國一樣專門播放合家歡電影，但HBO Asia的HBO Family並不會播放電視動畫系列。HBO Family也首創自選電影時段，觀眾可以於每星期上網投票從三部電影中選出該頻道在星期六其中一個時段播放的節目。在香港，now寬頻電視在啟播同日引入，並根據在2005年8月中與HBO簽訂長期獨家播放協議，在2006年7月1日獨家播放此頻道。

## 重要節目時段
以下時間為香港時間（GMT +8）
- 精選合家歡電影時段 "HBO Family Sunday" 週日下午五時播放
- 自選電影時段 "You Say We Play" 週六下午五時播放
- 青少年電影時段 "Fresh!" 每日上午六時至正午十二時
- 動感電影時段 "GO!" 每日正午十二時至下午七時
- 合家歡電影時段 "tgiFamily" 每日黃昏開始

## 每月主題
- 2006年7月 "TEEN HIGH"
  - 02/07 A Cinderella Story（英语：A Cinderella Story）
  - 09/07 Napoleon Dynamite
  - 16/07 Bring It On Again（英语：Bring It On Again）
  - 23/07 Mean Girls
  - 30/07 New York Minute（英语：New York Minute (film)）

## 節目播放時段
以下時間為美國西岸時間，頻道播放時間以HBO Family West 為標準。
| 時段                   | 節目類型                           |
| ---------------------- | ---------------------------------- |
| 06:00-09:00            | 幼兒教育及娛樂時段                 |
| 09:00-14:00            | Rated G和PG（MPAA）電影時段        |
| 14:00-19:00            | Rated G、PG和PG-13（MPAA）電影時段 |
| 19:00-end of the movie | 最受歡迎合家歡電影時段             |
| 20:30-06:00（翌日）    | 青少年及家長電影時段               |

## 外部連結
- HBO Family
- HBO Family 亞洲 （页面存档备份，存于）
- HBO Family 拉丁美州
- HBO Family 巴西